# Trichophthalma thomsoni
Trichophthalma thomsoni är en tvåvingeart som beskrevs av Paramonov 1953. Trichophthalma thomsoni ingår i släktet Trichophthalma och familjen Nemestrinidae. Inga underarter finns listade i Catalogue of Life.